# Campeonato Nacional B 1988-89
El Torneo Nacional B 1988-1989 fue el tercero de la Primera B Nacional, que llevaba por ese entonces el nombre de Nacional B. Fue disputado entre el 13 de agosto de 1988 y el 27 de mayo de 1989 por 22 equipos.
Se incorporaron Unión (SF) y Banfield, descendidos de la Primera División; Talleres (RdE), campeón de la Primera B 1987-88; y Estación Quequén, ganador del Zonal Sureste 1987-88.
El campeón del torneo fue Chaco For Ever, que ascendió directamente a Primera División. El segundo ascenso fue para Unión por medio del Torneo reducido.
Asimismo, el torneo determinó el descenso de Chacarita Juniors y Temperley a la Primera B Metropolitana y de Estación Quequén a su respectiva liga regional, por medio de la tabla de promedios.

## Ascensos y descensos
| Promedio | Descendidos del Nacional B 1987-88 |
| -------- | ---------------------------------- |
| 20.º     | Guaraní Antonio Franco             |
| 21.º     | Ferro Carril Oeste (General Pico)  |
| 22.º     | Gimnasia y Esgrima (Jujuy)         |

| Posición      | Ascendidos al Nacional B 1988-89 |
| ------------- | -------------------------------- |
| 1.º           | Talleres (RdE)                   |
| Zonal Sureste | Estación Quequén                 |

| Posición  | Ascendidos a la Primera División 1988-89 |
| --------- | ---------------------------------------- |
| 1.º       | Deportivo Mandiyú                        |
| Gan. red. | San Martín (Tucumán)                     |

| Promedio | Descendidos de la Primera División 1987-88 |
| -------- | ------------------------------------------ |
| 19.º     | Unión                                      |
| 20.º     | Banfield                                   |

## Equipos
| Equipo             | Ciudad                | Estadio                             |
| ------------------ | --------------------- | ----------------------------------- |
| Almirante Brown    | Isidro Casanova       | Fragata Presidente Sarmiento        |
| Atlético Tucumán   | San Miguel de Tucumán | Monumental José Fierro              |
| Banfield           | Banfield              | Florencio Sola                      |
| Belgrano           | Córdoba               | Gigante de Alberdi                  |
| Central Córdoba    | Santiago del Estero   | Alfredo Terrera                     |
| Chacarita Juniors  | Villa Maipú           | Chacarita Juniors                   |
| Chaco For Ever     | Resistencia           | Juan Alberto García                 |
| Cipolletti         | Cipolletti            | La Visera de Cemento                |
| Colón              | Santa Fe              | Brigadier Estanislao López          |
| Defensa y Justicia | Florencio Varela      | Norberto Tomaghello                 |
| Deportivo Italiano | Ciudad Evita          | No posee                            |
| Deportivo Maipú    | Maipú                 | Omar Higinio Sperdutti              |
| Douglas Haig       | Pergamino             | Miguel Morales                      |
| Estación Quequén   | Quequén               | Carlos Cuomo                        |
| Huracán            | Buenos Aires          | Tomás Adolfo Ducó                   |
| Lanús              | Lanús                 | Ciudad de Lanús - Néstor Díaz Pérez |
| Los Andes          | Lomas de Zamora       | Eduardo Gallardón                   |
| Quilmes            | Quilmes               | Centenario                          |
| Talleres           | Remedios de Escalada  | Talleres de Remedios de Escalada    |
| Temperley          | Turdera               | Alfredo Beranger                    |
| Tigre              | Victoria              | José Dellagiovanna                  |
| Unión              | Santa Fe              | 15 de Abril                         |

### Distribución geográfica de los equipos
| Región                                   | Cant. | Equipos |
| ---------------------------------------- | ----- | --- |
| Conurbano bonaerense                     | 11    | Almirante Brown, Banfield, Chacarita Juniors, Defensa y Justicia, Deportivo Italiano, Lanús, Los Andes, Quilmes, Talleres, Temperley y Tigre |
| Interior de la provincia de Buenos Aires | 2     | Douglas Haig y Estación Quequén |
| Provincia de Santa Fe                    | 2     | Colón y Unión |
| Ciudad de Buenos Aires                   | 1     | Huracán |
| Provincia del Chaco                      | 1     | Chaco For Ever |
| Provincia de Córdoba                     | 1     | Belgrano |
| Provincia de Mendoza                     | 1     | Deportivo Maipú |
| Provincia de Río Negro                   | 1     | Cipolletti |
| Provincia de Santiago del Estero         | 1     | Central Córdoba |
| Provincia de Tucumán                     | 1     | Atlético Tucumán |

## Formato

### Competición
Se disputó un torneo de 42 fechas por el sistema de todos contra todos a dos ruedas, ida y vuelta.

### Ascensos
El campeón ascendió a la Primera División. Para el segundo ascenso se disputó un torneo reducido por eliminación, a dos ruedas ida y vuelta. Los equipos que finalizaron entre el cuarto y el décimo lugar y los ganadores de los zonales del Torneo del Interior 1987-88 disputaron la primera ronda. En la segunda se sumó el tercer ubicado en el campeonato y en las semifinales, el subcampeón. El ganador ascendió a la Primera División.

### Descensos
Se decidieron mediante una tabla de promedios determinados por el cociente entre los puntos obtenidos y los partidos jugados en las tres últimas temporadas. Los tres últimos descendieron a la Primera B o a su respectiva liga regional, según correspondiera. Otro equipo indirectamente afiliado, que no sea alguno de los últimos tres de la tabla de promedios, disputó una promoción contra un equipo del Torneo del Interior.

## Tabla de posiciones final
| Pos  | Equipo                | Pts | PJ | G  | E  | P  | GL | EL | PL | GV | EV | PV | GF | GC | DIF |
| ---- | --------------------- | --- | -- | -- | -- | -- | -- | -- | -- | -- | -- | -- | -- | -- | --- |
| 1.º  | Chaco For Ever        | 54  | 42 | 21 | 12 | 9  | 15 | 1  | 1  | 6  | 7  | 8  | 66 | 44 | 22  |
| 2.º  | Lanús                 | 53  | 42 | 18 | 17 | 7  | 12 | 6  | 3  | 6  | 11 | 4  | 69 | 42 | 27  |
| 3.º  | Unión (SF)            | 52  | 42 | 16 | 20 | 6  | 10 | 10 | 1  | 6  | 10 | 5  | 55 | 33 | 22  |
| 4.º  | Almirante Brown       | 51  | 42 | 19 | 13 | 10 | 12 | 8  | 1  | 7  | 5  | 9  | 64 | 43 | 21  |
| 5.º  | Huracán               | 51  | 42 | 19 | 13 | 10 | 12 | 7  | 2  | 7  | 6  | 8  | 59 | 42 | 17  |
| 6.º  | Colón                 | 50  | 42 | 16 | 18 | 8  | 12 | 8  | 1  | 4  | 10 | 7  | 57 | 37 | 20  |
| 7.º  | Belgrano              | 50  | 42 | 19 | 12 | 11 | 14 | 4  | 3  | 5  | 8  | 8  | 59 | 43 | 16  |
| 8.º  | Defensa y Justicia    | 49  | 42 | 18 | 13 | 11 | 12 | 5  | 4  | 6  | 8  | 7  | 47 | 42 | 5   |
| 9.º  | Talleres (RdE)        | 48  | 42 | 19 | 10 | 13 | 15 | 3  | 3  | 4  | 7  | 10 | 65 | 56 | 9   |
| 10.º | Deportivo Italiano    | 46  | 42 | 16 | 14 | 12 | 11 | 8  | 2  | 5  | 6  | 10 | 52 | 51 | 1   |
| 11.º | Atlético Tucumán      | 45  | 42 | 16 | 13 | 13 | 11 | 6  | 4  | 5  | 7  | 9  | 58 | 50 | 8   |
| 12.º | Banfield              | 44  | 42 | 14 | 16 | 12 | 9  | 8  | 4  | 5  | 8  | 8  | 71 | 70 | 1   |
| 13.º | Central Córdoba (SdE) | 43  | 42 | 15 | 13 | 14 | 11 | 6  | 4  | 4  | 7  | 10 | 39 | 39 | 0   |
| 14.º | Deportivo Maipú       | 43  | 42 | 17 | 9  | 16 | 13 | 5  | 3  | 4  | 4  | 13 | 45 | 56 | -11 |
| 15.º | Quilmes               | 37  | 42 | 12 | 13 | 17 | 8  | 7  | 6  | 4  | 6  | 11 | 42 | 58 | -16 |
| 16.º | Los Andes             | 33  | 42 | 11 | 11 | 20 | 9  | 6  | 6  | 2  | 5  | 14 | 42 | 59 | -17 |
| 17.º | Douglas Haig          | 32  | 42 | 10 | 14 | 18 | 8  | 8  | 5  | 2  | 6  | 13 | 35 | 52 | -17 |
| 18.º | Estación Quequén      | 31  | 42 | 9  | 13 | 20 | 5  | 8  | 8  | 4  | 5  | 12 | 47 | 69 | -22 |
| 19.º | Tigre                 | 30  | 42 | 6  | 18 | 18 | 5  | 9  | 7  | 1  | 9  | 11 | 45 | 59 | -14 |
| 20.º | Cipolletti            | 28  | 42 | 6  | 16 | 20 | 6  | 6  | 9  | 0  | 10 | 11 | 39 | 56 | -17 |
| 21.º | Temperley             | 26  | 42 | 4  | 18 | 20 | 2  | 12 | 7  | 2  | 6  | 13 | 28 | 59 | -31 |
| 22.º | Chacarita Juniors     | 23  | 42 | 8  | 10 | 24 | 6  | 8  | 7  | 2  | 2  | 17 | 36 | 60 | -24 |

|  | Campeón. Ascendió directamente a Primera División.                                 |
|  | Disputó el Torneo reducido por el segundo ascenso a partir de las semifinales.     |
|  | Disputó el Torneo reducido por el segundo ascenso a partir de la segunda ronda.    |
|  | Disputaron el Torneo reducido por el segundo ascenso a partir de la primera ronda. |

1. ↑  Se le descontaron tres puntos tras los incidentes en el partido contra Defensa y Justicia.
2. ↑  Se le descontaron dos puntos tras los incidentes en el partido contra Deportivo Maipú.

## Tabla de descenso
| Pos  | Equipo                            | 86-87 | 87-88 | 88-89 | Total | PJ  | Promedio |
| ---- | --------------------------------- | ----- | ----- | ----- | ----- | --- | -------- |
| 1.º  | Unión                             | -     | -     | 52    | 52    | 42  | 1,238    |
| 2.º  | Belgrano                          | 54    | 49    | 50    | 153   | 126 | 1,214    |
| 3.º  | Huracán                           | 54    | 48    | 51    | 153   | 126 | 1,214    |
| 4.º  | Chaco For Ever                    | 48    | 51    | 54    | 153   | 126 | 1,214    |
| 5.º  | Colón                             | 54    | 48    | 50    | 152   | 126 | 1,206    |
| 6.º  | Banfield                          | 54    | -     | 44    | 98    | 84  | 1,167    |
| 7.º  | Talleres (RdE)                    | -     | -     | 48    | 48    | 42  | 1,142    |
| 8.º  | Quilmes                           | 48    | 54    | 37    | 139   | 126 | 1,103    |
| 9.º  | Almirante Brown                   | 45    | 40    | 51    | 136   | 126 | 1,079    |
| 10.º | Atlético Tucumán                  | -     | 45    | 45    | 90    | 84  | 1,071    |
| 11.º | Lanús                             | 47    | 35    | 53    | 135   | 126 | 1,071    |
| 12.º | Deportivo Maipú                   | 49    | 40    | 43    | 132   | 126 | 1,047    |
| 13.º | Deportivo Italiano                | -     | 41    | 46    | 87    | 84  | 1,035    |
| 14.º | Defensa y Justicia                | 43    | 38    | 49    | 130   | 126 | 1,031    |
| 15.º | Central Córdoba (Sgo. del Estero) | 37    | 42    | 43    | 122   | 126 | 0,968    |
| 16.º | Tigre                             | 38    | 49    | 30    | 117   | 126 | 0,928    |
| 17.º | Douglas Haig                      | 41    | 43    | 32    | 116   | 126 | 0,920    |
| 18.º | Cipolletti                        | 35    | 52    | 28    | 115   | 126 | 0,912    |
| 19.º | Los Andes                         | 40    | 33    | 33    | 106   | 126 | 0,841    |
| 20.º | Chacarita Juniors                 | 34    | 43    | 23    | 100   | 126 | 0,793    |
| 21.º | Temperley                         | -     | 38    | 26    | 64    | 84  | 0,761    |
| 22.º | Estación Quequén                  | -     | -     | 31    | 31    | 42  | 0,738    |

|  | Descendieron a la tercera categoría. |

## Resultados
| Fecha 1               | Fecha 1   | Fecha 1            | Fecha 1 |
| Local                 | Resultado | Visitante          |         |
| --------------------- | --------- | ------------------ | ------- |
| Deportivo Italiano    | 1 - 0     | Chacarita Juniors  |         |
| Douglas Haig          | 0 - 0     | Unión (Santa Fe)   |         |
| Central Córdoba (SdE) | 2 - 1     | Deportivo Maipú    |         |
| Cipolletti            | 1 - 1     | Belgrano           |         |
| Los Andes             | 0 - 1     | Atlético Tucumán   |         |
| Talleres (RdE)        | 2 - 0     | Defensa y Justicia |         |
| Almirante Brown       | 1 - 1     | Temperley          |         |
| Quilmes               | 0 - 5     | Lanús              |         |
| Colón                 | 2 - 0     | Estación Quequén   |         |
| Tigre                 | 3 - 0     | Huracán            |         |
| Chaco For Ever        | 2 - 2     | Banfield           |         |

| Banfield           | 3 - 1 | Quilmes               |
| Defensa y Justicia | 1 - 2 | Los Andes             |
| Atlético Tucumán   | 2 - 0 | Cipolletti            |
| Temperley          | 0 - 0 | Talleres (RdE)        |
| Belgrano           | 2 - 1 | Douglas Haig          |
| Tigre              | 3 - 0 | Deportivo Italiano    |
| Huracán            | 2 - 2 | Colón                 |
| Estación Quequén   | 1 - 1 | Central Córdoba (SdE) |
| Lanús              | 1 - 2 | Almirante Brown       |
| Unión (Santa Fe)   | 1 - 0 | Chacarita Juniors     |
| Deportivo Maipú    | 2 - 0 | Chaco For Ever        |

| Fecha 3               | Fecha 3   | Fecha 3            | Fecha 3 |
| Local                 | Resultado | Visitante          |         |
| --------------------- | --------- | ------------------ | ------- |
| Deportivo Italiano    | 1 - 1     | Unión (Santa Fe)   |         |
| Chacarita Juniors     | 1 - 0     | Belgrano           |         |
| Douglas Haig          | 1 - 1     | Atlético Tucumán   |         |
| Los Andes             | 3 - 0     | Temperley          |         |
| Talleres (RdE)        | 2 - 3     | Lanús              |         |
| Almirante Brown       | 2 - 0     | Banfield           |         |
| Quilmes               | 3 - 1     | Deportivo Maipú    |         |
| Central Córdoba (SdE) | 0 - 1     | Huracán            |         |
| Cipolletti            | 0 - 1     | Defensa y Justicia |         |
| Colón                 | 2 - 0     | Tigre              |         |
| Chaco For Ever        | 2 - 2     | Estación Quequén   |         |

| Tigre              | 1 - 2 | Central Córdoba (SdE) |
| Huracán            | 2 - 0 | Chaco For Ever        |
| Deportivo Maipú    | 1 - 0 | Almirante Brown       |
| Lanús              | 2 - 1 | Los Andes             |
| Temperley          | 1 - 1 | Cipolletti            |
| Defensa y Justicia | 2 - 0 | Douglas Haig          |
| Atlético Tucumán   | 1 - 0 | Chacarita Juniors     |
| Colón              | 0 - 0 | Deportivo Italiano    |
| Estación Quequén   | 3 - 3 | Quilmes               |
| Banfield           | 2 - 2 | Talleres (RdE)        |
| Belgrano           | 1 - 2 | Unión (Santa Fe)      |

| Fecha 5               | Fecha 5   | Fecha 5            | Fecha 5 |
| Local                 | Resultado | Visitante          |         |
| --------------------- | --------- | ------------------ | ------- |
| Deportivo Italiano    | 2 - 1     | Belgrano           |         |
| Chacarita Juniors     | 0 - 1     | Defensa y Justicia |         |
| Douglas Haig          | 0 - 0     | Temperley          |         |
| Los Andes             | 0 - 1     | Banfield           |         |
| Talleres (RdE)        | 0 - 1     | Deportivo Maipú    |         |
| Almirante Brown       | 2 - 0     | Estación Quequén   |         |
| Quilmes               | 2 - 1     | Huracán            |         |
| Central Córdoba (SdE) | 0 - 0     | Colón              |         |
| Unión (Santa Fe)      | 3 - 1     | Atlético Tucumán   |         |
| Cipolletti            | 1 - 1     | Lanús              |         |
| Chaco For Ever        | 1 - 2     | Tigre              |         |

| Central Córdoba (SdE) | 2 - 0 | Deportivo Italiano |
| Tigre                 | 0 - 0 | Quilmes            |
| Huracán               | 1 - 4 | Almirante Brown    |
| Deportivo Maipú       | 1 - 2 | Los Andes          |
| Banfield              | 3 - 3 | Cipolletti         |
| Lanús                 | 3 - 0 | Douglas Haig       |
| Temperley             | 2 - 0 | Chacarita Juniors  |
| Defensa y Justicia    | 0 - 1 | Unión (Santa Fe)   |
| Atlético Tucumán      | 0 - 0 | Belgrano           |
| Colón                 | 5 - 1 | Chaco For Ever     |
| Estación Quequén      | 0 - 0 | Talleres (RdE)     |

| Fecha 7            | Fecha 7   | Fecha 7               | Fecha 7 |
| Local              | Resultado | Visitante             |         |
| ------------------ | --------- | --------------------- | ------- |
| Deportivo Italiano | 2 - 0     | Atlético Tucumán      |         |
| Belgrano           | 0 - 0     | Defensa y Justicia    |         |
| Chacarita Juniors  | 0 - 4     | Lanús                 |         |
| Douglas Haig       | 3 - 2     | Banfield              |         |
| Los Andes          | 1 - 0     | Estación Quequén      |         |
| Talleres (RdE)     | 2 - 1     | Huracán               |         |
| Almirante Brown    | 1 - 1     | Tigre                 |         |
| Quilmes            | 1 - 1     | Colón                 |         |
| Unión (Santa Fe)   | 0 - 0     | Temperley             |         |
| Cipolletti         | 2 - 0     | Deportivo Maipú       |         |
| Chaco For Ever     | 2 - 0     | Central Córdoba (SdE) |         |

| Chaco For Ever        | 1 - 0 | Deportivo Italiano |
| Central Córdoba (SdE) | 3 - 0 | Quilmes            |
| Tigre                 | 4 - 1 | Talleres (RdE)     |
| Huracán               | 3 - 2 | Los Andes          |
| Deportivo Maipú       | 0 - 4 | Douglas Haig       |
| Banfield              | 2 - 0 | Chacarita Juniors  |
| Lanús                 | 2 - 1 | Unión (Santa Fe)   |
| Temperley             | 0 - 1 | Belgrano           |
| Defensa y Justicia    | 4 - 0 | Atlético Tucumán   |
| Colón                 | 0 - 0 | Almirante Brown    |
| Estación Quequén      | 2 - 2 | Cipolletti         |

| Fecha 9            | Fecha 9   | Fecha 9               | Fecha 9 |
| Local              | Resultado | Visitante             |         |
| ------------------ | --------- | --------------------- | ------- |
| Deportivo Italiano | 1 - 1     | Defensa y Justicia    |         |
| Atlético Tucumán   | 2 - 1     | Temperley             |         |
| Belgrano           | 2 - 2     | Lanús                 |         |
| Chacarita Juniors  | 0 - 1     | Deportivo Maipú       |         |
| Douglas Haig       | 2 - 0     | Estación Quequén      |         |
| Los Andes          | 1 - 1     | Tigre                 |         |
| Talleres (RdE)     | 1 - 1     | Colón                 |         |
| Almirante Brown    | 2 - 0     | Central Córdoba (SdE) |         |
| Quilmes            | 0 - 0     | Chaco For Ever        |         |
| Unión (Santa Fe)   | 0 - 1     | Banfield              |         |
| Cipolletti         | 1 - 1     | Huracán               |         |

| Quilmes               | 1 - 0 | Deportivo Italiano |
| Chaco For Ever        | 2 - 1 | Almirante Brown    |
| Central Córdoba (SdE) | 3 - 1 | Talleres (RdE)     |
| Tigre                 | 1 - 1 | Cipolletti         |
| Huracán               | 1 - 0 | Douglas Haig       |
| Estación Quequén      | 0 - 2 | Chacarita Juniors  |
| Deportivo Maipú       | 2 - 0 | Unión (Santa Fe)   |
| Banfield              | 3 - 1 | Belgrano           |
| Lanús                 | 2 - 2 | Atlético Tucumán   |
| Temperley             | 1 - 3 | Defensa y Justicia |
| Colón                 | 2 - 0 | Los Andes          |

| Fecha 11           | Fecha 11  | Fecha 11              | Fecha 11 |
| Local              | Resultado | Visitante             |          |
| ------------------ | --------- | --------------------- | -------- |
| Atlético Tucumán   | 3 - 1     | Banfield              |          |
| Deportivo Italiano | 3 - 1     | Temperley             |          |
| Defensa y Justicia | 1 - 1     | Lanús                 |          |
| Belgrano           | 6 - 1     | Deportivo Maipú       |          |
| Chacarita Juniors  | 2 - 3     | Huracán               |          |
| Douglas Haig       | 1 - 0     | Tigre                 |          |
| Los Andes          | 0 - 2     | Central Córdoba (SdE) |          |
| Talleres (RdE)     | 2 - 1     | Chaco For Ever        |          |
| Almirante Brown    | 1 - 1     | Quilmes               |          |
| Unión (Santa Fe)   | 4 - 1     | Estación Quequén      |          |
| Cipolletti         | 0 - 1     | Colón                 |          |

| Central Córdoba (SdE) | 0 - 0 | Cipolletti         |
| Almirante Brown       | 1 - 1 | Deportivo Italiano |
| Quilmes               | 0 - 4 | Talleres (RdE)     |
| Tigre                 | 1 - 0 | Chacarita Juniors  |
| Huracán               | 1 - 0 | Unión (Santa Fe)   |
| Estación Quequén      | 1 - 0 | Belgrano           |
| Deportivo Maipú       | 1 - 1 | Atlético Tucumán   |
| Banfield              | 4 - 1 | Defensa y Justicia |
| Lanús                 | 2 - 1 | Temperley          |
| Chaco For Ever        | 1 - 0 | Los Andes          |
| Colón                 | 1 - 0 | Douglas Haig       |

| Fecha 13           | Fecha 13  | Fecha 13              | Fecha 13 |
| Local              | Resultado | Visitante             |          |
| ------------------ | --------- | --------------------- | -------- |
| Atlético Tucumán   | 4 - 0     | Estación Quequén      |          |
| Deportivo Italiano | 1 - 1     | Lanús                 |          |
| Temperley          | 1 - 1     | Banfield              |          |
| Defensa y Justicia | 2 - 0     | Deportivo Maipú       |          |
| Belgrano           | 2 - 0     | Huracán               |          |
| Chacarita Juniors  | 0 - 0     | Colón                 |          |
| Douglas Haig       | 1 - 0     | Central Córdoba (SdE) |          |
| Los Andes          | 1 - 2     | Quilmes               |          |
| Talleres (RdE)     | 4 - 0     | Almirante Brown       |          |
| Unión (Santa Fe)   | 1 - 1     | Tigre                 |          |
| Cipolletti         | 0 - 2     | Chaco For Ever        |          |

| Chaco For Ever        | 5 - 1 | Douglas Haig       |
| Talleres (RdE)        | 3 - 0 | Deportivo Italiano |
| Almirante Brown       | 3 - 1 | Los Andes          |
| Quilmes               | 3 - 2 | Cipolletti         |
| Central Córdoba (SdE) | 1 - 0 | Chacarita Juniors  |
| Colón                 | 2 - 2 | Unión (Santa Fe)   |
| Tigre                 | 0 - 1 | Belgrano           |
| Huracán               | 3 - 0 | Atlético Tucumán   |
| Estación Quequén      | 1 - 2 | Defensa y Justicia |
| Deportivo Maipú       | 0 - 0 | Temperley          |
| Banfield              | 1 - 1 | Lanús              |

| Fecha 15           | Fecha 15  | Fecha 15              | Fecha 15 |
| Local              | Resultado | Visitante             |          |
| ------------------ | --------- | --------------------- | -------- |
| Deportivo Italiano | 3 - 3     | Banfield              |          |
| Lanús              | 3 - 2     | Deportivo Maipú       |          |
| Temperley          | 5 - 3     | Estación Quequén      |          |
| Defensa y Justicia | 0 - 1     | Huracán               |          |
| Atlético Tucumán   | 3 - 1     | Tigre                 |          |
| Belgrano           | 1 - 0     | Colón                 |          |
| Unión (Santa Fe)   | 1 - 1     | Central Córdoba (SdE) |          |
| Chacarita Juniors  | 0 - 2     | Chaco For Ever        |          |
| Douglas Haig       | 1 - 1     | Quilmes               |          |
| Cipolletti         | 2 - 0     | Almirante Brown       |          |
| Los Andes          | 4 - 3     | Talleres (RdE)        |          |

| Los Andes             | 0 - 1 | Deportivo Italiano |
| Talleres (RdE)        | 3 - 0 | Cipolletti         |
| Almirante Brown       | 2 - 2 | Douglas Haig       |
| Quilmes               | 1 - 0 | Chacarita Juniors  |
| Chaco For Ever        | 2 - 2 | Unión (Santa Fe)   |
| Central Córdoba (SdE) | 0 - 1 | Belgrano           |
| Tigre                 | 0 - 1 | Defensa y Justicia |
| Huracán               | 1 - 1 | Temperley          |
| Deportivo Maipú       | 2 - 1 | Banfield           |
| Colón                 | 1 - 1 | Atlético Tucumán   |
| Estación Quequén      | 0 - 3 | Lanús              |

| Fecha 17           | Fecha 17  | Fecha 17              | Fecha 17 |
| Local              | Resultado | Visitante             |          |
| ------------------ | --------- | --------------------- | -------- |
| Deportivo Italiano | 3 - 1     | Deportivo Maipú       |          |
| Banfield           | 3 - 4     | Estación Quequén      |          |
| Lanús              | 2 - 1     | Huracán               |          |
| Temperley          | 0 - 0     | Tigre                 |          |
| Defensa y Justicia | 2 - 3     | Colón                 |          |
| Atlético Tucumán   | 1 - 1     | Central Córdoba (SdE) |          |
| Belgrano           | 1 - 1     | Chaco For Ever        |          |
| Unión (Santa Fe)   | 0 - 0     | Quilmes               |          |
| Chacarita Juniors  | 1 - 1     | Almirante Brown       |          |
| Douglas Haig       | 1 - 1     | Talleres (RdE)        |          |
| Cipolletti         | 1 - 1     | Los Andes             |          |

| Cipolletti            | 2 - 3 | Deportivo Italiano |
| Los Andes             | 3 - 0 | Douglas Haig       |
| Talleres (RdE)        | 3 - 0 | Chacarita Juniors  |
| Almirante Brown       | 2 - 2 | Unión (Santa Fe)   |
| Quilmes               | 1 - 2 | Belgrano           |
| Chaco For Ever        | 2 - 1 | Atlético Tucumán   |
| Central Córdoba (SdE) | 2 - 3 | Defensa y Justicia |
| Colón                 | 3 - 1 | Temperley          |
| Tigre                 | 1 - 2 | Lanús              |
| Huracán               | 1 - 1 | Banfield           |
| Estación Quequén      | 1 - 2 | Deportivo Maipú    |

| Fecha 19           | Fecha 19  | Fecha 19              | Fecha 19 |
| Local              | Resultado | Visitante             |          |
| ------------------ | --------- | --------------------- | -------- |
| Deportivo Italiano | 2 - 1     | Estación Quequén      |          |
| Deportivo Maipú    | 0 - 2     | Huracán               |          |
| Banfield           | 3 - 2     | Tigre                 |          |
| Lanús              | 4 - 1     | Colón                 |          |
| Temperley          | 0 - 3     | Central Córdoba (SdE) |          |
| Defensa y Justicia | 2 - 1     | Chaco For Ever        |          |
| Atlético Tucumán   | 0 - 2     | Quilmes               |          |
| Belgrano           | 3 - 1     | Almirante Brown       |          |
| Unión (Santa Fe)   | 2 - 0     | Talleres (RdE)        |          |
| Chacarita Juniors  | 3 - 1     | Los Andes             |          |
| Douglas Haig       | 1 - 1     | Cipolletti            |          |

| Douglas Haig          | 1 - 2 | Deportivo Italiano |
| Los Andes             | 2 - 1 | Unión (Santa Fe)   |
| Talleres (RdE)        | 1 - 1 | Belgrano           |
| Almirante Brown       | 3 - 0 | Atlético Tucumán   |
| Quilmes               | 1 - 1 | Defensa y Justicia |
| Chaco For Ever        | 2 - 0 | Temperley          |
| Colón                 | 3 - 1 | Banfield           |
| Tigre                 | 1 - 1 | Deportivo Maipú    |
| Huracán               | 2 - 1 | Estación Quequén   |
| Cipolletti            | 1 - 1 | Chacarita Juniors  |
| Central Córdoba (SdE) | 0 - 0 | Lanús              |

| Fecha 21           | Fecha 21  | Fecha 21              | Fecha 21 |
| Local              | Resultado | Visitante             |          |
| ------------------ | --------- | --------------------- | -------- |
| Deportivo Italiano | 1 - 0     | Huracán               |          |
| Banfield           | 2 - 1     | Central Córdoba (SdE) |          |
| Lanús              | 0 - 2     | Chaco For Ever        |          |
| Temperley          | 1 - 2     | Quilmes               |          |
| Defensa y Justicia | 2 - 2     | Almirante Brown       |          |
| Belgrano           | 2 - 1     | Los Andes             |          |
| Chacarita Juniors  | 4 - 1     | Douglas Haig          |          |
| Estación Quequén   | 3 - 1     | Tigre                 |          |
| Deportivo Maipú    | 1 - 0     | Colón                 |          |
| Atlético Tucumán   | 3 - 4     | Talleres (RdE)        |          |
| Unión (Santa Fe)   | 0 - 0     | Cipolletti            |          |

| Chacarita Juniors  | 1 - 1 | Deportivo Italiano    |
| Unión (Santa Fe)   | 1 - 0 | Douglas Haig          |
| Belgrano           | 2 - 0 | Cipolletti            |
| Atlético Tucumán   | 6 - 0 | Los Andes             |
| Defensa y Justicia | 2 - 0 | Talleres (RdE)        |
| Temperley          | 0 - 2 | Almirante Brown       |
| Lanús              | 2 - 1 | Quilmes               |
| Banfield           | 3 - 0 | Chaco For Ever        |
| Deportivo Maipú    | 2 - 0 | Central Córdoba (SdE) |
| Estación Quequén   | 1 - 2 | Colón                 |
| Huracán            | 2 - 0 | Tigre                 |

| Fecha 23              | Fecha 23  | Fecha 23           | Fecha 23 |
| Local                 | Resultado | Visitante          |          |
| --------------------- | --------- | ------------------ | -------- |
| Central Córdoba (SdE) | 0 - 0     | Estación Quequén   |          |
| Chaco For Ever        | 3 - 0     | Deportivo Maipú    |          |
| Cipolletti            | 4 - 1     | Atlético Tucumán   |          |
| Deportivo Italiano    | 1 - 1     | Tigre              |          |
| Colón                 | 1 - 0     | Huracán            |          |
| Quilmes               | 0 - 2     | Banfield           |          |
| Almirante Brown       | 1 - 1     | Lanús              |          |
| Talleres (RdE)        | 1 - 0     | Temperley          |          |
| Los Andes             | 0 - 0     | Defensa y Justicia |          |
| Douglas Haig          | 1 - 0     | Belgrano           |          |
| Chacarita Juniors     | 2 - 2     | Unión (Santa Fe)   |          |

| Unión (Santa Fe)   | 2 - 1 | Deportivo Italiano    |
| Belgrano           | 4 - 0 | Chacarita Juniors     |
| Atlético Tucumán   | 1 - 0 | Douglas Haig          |
| Defensa y Justicia | 1 - 0 | Cipolletti            |
| Temperley          | 1 - 1 | Los Andes             |
| Lanús              | 1 - 1 | Talleres (RdE)        |
| Banfield           | 1 - 1 | Almirante Brown       |
| Deportivo Maipú    | 1 - 0 | Quilmes               |
| Estación Quequén   | 0 - 0 | Chaco For Ever        |
| Huracán            | 3 - 1 | Central Córdoba (SdE) |
| Tigre              | 1 - 1 | Colón                 |

| Fecha 25              | Fecha 25  | Fecha 25           | Fecha 25 |
| Local                 | Resultado | Visitante          |          |
| --------------------- | --------- | ------------------ | -------- |
| Deportivo Italiano    | 1 - 0     | Colón              |          |
| Central Córdoba (SdE) | 2 - 1     | Tigre              |          |
| Chaco For Ever        | 2 - 0     | Huracán            |          |
| Quilmes               | 2 - 1     | Estación Quequén   |          |
| Almirante Brown       | 3 - 1     | Deportivo Maipú    |          |
| Talleres (RdE)        | 3 - 2     | Banfield           |          |
| Los Andes             | 2 - 0     | Lanús              |          |
| Cipolletti            | 3 - 2     | Temperley          |          |
| Douglas Haig          | 1 - 0     | Defensa y Justicia |          |
| Chacarita Juniors     | 2 - 2     | Atlético Tucumán   |          |
| Unión (Santa Fe)      | 2 - 2     | Belgrano           |          |

| Belgrano           | 3 - 2 | Deportivo Italiano    |
| Atlético Tucumán   | 1 - 0 | Unión (Santa Fe)      |
| Defensa y Justicia | 2 - 1 | Chacarita Juniors     |
| Temperley          | 0 - 0 | Douglas Haig          |
| Lanús              | 1 - 0 | Cipolletti            |
| Banfield           | 1 - 0 | Los Andes             |
| Deportivo Maipú    | 0 - 0 | Talleres (RdE)        |
| Huracán            | 1 - 0 | Quilmes               |
| Tigre              | 1 - 3 | Chaco For Ever        |
| Colón              | 0 - 1 | Central Córdoba (SdE) |
| Estación Quequén   | 2 - 1 | Almirante Brown       |

| Fecha 27           | Fecha 27  | Fecha 27              | Fecha 27 |
| Local              | Resultado | Visitante             |          |
| ------------------ | --------- | --------------------- | -------- |
| Belgrano           | 0 - 1     | Atlético Tucumán      |          |
| Deportivo Italiano | 0 - 0     | Central Córdoba (SdE) |          |
| Chaco For Ever     | 2 - 1     | Colón                 |          |
| Quilmes            | 3 - 0     | Tigre                 |          |
| Almirante Brown    | 1 - 1     | Huracán               |          |
| Talleres (RdE)     | 2 - 0     | Estación Quequén      |          |
| Los Andes          | 4 - 1     | Deportivo Maipú       |          |
| Cipolletti         | 1 - 2     | Banfield              |          |
| Douglas Haig       | 0 - 1     | Lanús                 |          |
| Chacarita Juniors  | 0 - 1     | Temperley             |          |
| Unión (Santa Fe)   | 3 - 0     | Defensa y Justicia    |          |

| Defensa y Justicia    | 0 - 0 | Belgrano           |
| Temperley             | 0 - 0 | Unión (Santa Fe)   |
| Lanús                 | 3 - 1 | Chacarita Juniors  |
| Banfield              | 1 - 1 | Douglas Haig       |
| Deportivo Maipú       | 3 - 0 | Cipolletti         |
| Huracán               | 0 - 1 | Talleres (RdE)     |
| Tigre                 | 0 - 1 | Almirante Brown    |
| Colón                 | 3 - 0 | Quilmes            |
| Estación Quequén      | 3 - 0 | Los Andes          |
| Central Córdoba (SdE) | 2 - 1 | Chaco For Ever     |
| Atlético Tucumán      | 0 - 0 | Deportivo Italiano |

| Fecha 29           | Fecha 29  | Fecha 29              | Fecha 29 |
| Local              | Resultado | Visitante             |          |
| ------------------ | --------- | --------------------- | -------- |
| Deportivo Italiano | 1 - 1     | Chaco For Ever        |          |
| Quilmes            | 0 - 0     | Central Córdoba (SdE) |          |
| Almirante Brown    | 2 - 1     | Colón                 |          |
| Talleres (RdE)     | 3 - 0     | Tigre                 |          |
| Los Andes          | 1 - 1     | Huracán               |          |
| Douglas Haig       | 0 - 2     | Deportivo Maipú       |          |
| Chacarita Juniors  | 5 - 1     | Banfield              |          |
| Unión (Santa Fe)   | 1 - 0     | Lanús                 |          |
| Belgrano           | 2 - 0     | Temperley             |          |
| Atlético Tucumán   | 4 - 0     | Defensa y Justicia    |          |
| Cipolletti         | 1 - 3     | Estación Quequén      |          |

| Central Córdoba (SdE) | 1 - 0 | Almirante Brown    |
| Defensa y Justicia    | 1 - 1 | Deportivo Italiano |
| Temperley             | 0 - 0 | Atlético Tucumán   |
| Lanús                 | 2 - 0 | Belgrano           |
| Banfield              | 1 - 1 | Unión (Santa Fe)   |
| Deportivo Maipú       | 3 - 0 | Chacarita Juniors  |
| Estación Quequén      | 1 - 1 | Douglas Haig       |
| Huracán               | 1 - 1 | Cipolletti         |
| Tigre                 | 0 - 0 | Los Andes          |
| Colón                 | 4 - 0 | Talleres (RdE)     |
| Chaco For Ever        | 2 - 1 | Quilmes            |

| Fecha 31           | Fecha 31  | Fecha 31              | Fecha 31 |
| Local              | Resultado | Visitante             |          |
| ------------------ | --------- | --------------------- | -------- |
| Deportivo Italiano | 3 - 4     | Quilmes               |          |
| Almirante Brown    | 1 - 0     | Chaco For Ever        |          |
| Talleres (RdE)     | 0 - 0     | Central Córdoba (SdE) |          |
| Los Andes          | 2 - 2     | Colón                 |          |
| Cipolletti         | 0 - 0     | Tigre                 |          |
| Douglas Haig       | 1 - 1     | Huracán               |          |
| Chacarita Juniors  | 1 - 2     | Estación Quequén      |          |
| Unión (Santa Fe)   | 0 - 0     | Deportivo Maipú       |          |
| Belgrano           | 1 - 1     | Banfield              |          |
| Atlético Tucumán   | 1 - 1     | Lanús                 |          |
| Defensa y Justicia | 1 - 0     | Temperley             |          |

| Temperley             | 0 - 0 | Deportivo Italiano |
| Lanús                 | 0 - 0 | Defensa y Justicia |
| Banfield              | 0 - 2 | Atlético Tucumán   |
| Deportivo Maipú       | 5 - 1 | Belgrano           |
| Huracán               | 2 - 0 | Chacarita Juniors  |
| Tigre                 | 1 - 1 | Douglas Haig       |
| Central Córdoba (SdE) | 1 - 1 | Los Andes          |
| Chaco For Ever        | 4 - 2 | Talleres (RdE)     |
| Quilmes               | 0 - 0 | Almirante Brown    |
| Colón                 | 2 - 2 | Cipolletti         |
| Estación Quequén      | 0 - 2 | Unión (Santa Fe)   |

| Fecha 33           | Fecha 33  | Fecha 33              | Fecha 33 |
| Local              | Resultado | Visitante             |          |
| ------------------ | --------- | --------------------- | -------- |
| Deportivo Italiano | 0 - 1     | Almirante Brown       |          |
| Talleres (RdE)     | 2 - 1     | Quilmes               |          |
| Los Andes          | 1 - 1     | Chaco For Ever        |          |
| Chacarita Juniors  | 1 - 1     | Tigre                 |          |
| Belgrano           | 0 - 1     | Estación Quequén      |          |
| Atlético Tucumán   | 4 - 0     | Deportivo Maipú       |          |
| Defensa y Justicia | 1 - 1     | Banfield              |          |
| Temperley          | 1 - 1     | Lanús                 |          |
| Cipolletti         | 3 - 0     | Central Córdoba (SdE) |          |
| Douglas Haig       | 2 - 1     | Colón                 |          |
| Unión (Santa Fe)   | 1 - 1     | Huracán               |          |

| Lanús                 | 1 - 2 | Deportivo Italiano |
| Banfield              | 1 - 2 | Temperley          |
| Deportivo Maipú       | 1 - 0 | Defensa y Justicia |
| Huracán               | 0 - 0 | Belgrano           |
| Tigre                 | 2 - 2 | Unión (Santa Fe)   |
| Colón                 | 2 - 1 | Chacarita Juniors  |
| Central Córdoba (SdE) | 1 - 0 | Douglas Haig       |
| Chaco For Ever        | 1 - 0 | Cipolletti         |
| Quilmes               | 2 - 0 | Los Andes          |
| Almirante Brown       | 3 - 2 | Talleres (RdE)     |
| Estación Quequén      | 0 - 0 | Atlético Tucumán   |

| Fecha 35           | Fecha 35  | Fecha 35              | Fecha 35 |
| Local              | Resultado | Visitante             |          |
| ------------------ | --------- | --------------------- | -------- |
| Deportivo Italiano | 1 - 1     | Talleres (RdE)        |          |
| Los Andes          | 3 - 1     | Almirante Brown       |          |
| Chacarita Juniors  | 3 - 0     | Central Córdoba (SdE) |          |
| Unión (Santa Fe)   | 1 - 1     | Colón                 |          |
| Belgrano           | 3 - 2     | Tigre                 |          |
| Atlético Tucumán   | 2 - 2     | Huracán               |          |
| Defensa y Justicia | 1 - 0     | Estación Quequén      |          |
| Temperley          | 1 - 1     | Deportivo Maipú       |          |
| Lanús              | 5 - 1     | Banfield              |          |
| Cipolletti         | 2 - 0     | Quilmes               |          |
| Douglas Haig       | 1 - 2     | Chaco For Ever        |          |

| Banfield              | 3 - 2 | Deportivo Italiano |
| Deportivo Maipú       | 1 - 0 | Lanús              |
| Huracán               | 1 - 1 | Defensa y Justicia |
| Tigre                 | 1 - 3 | Atlético Tucumán   |
| Colón                 | 0 - 0 | Belgrano           |
| Central Córdoba (SdE) | 0 - 0 | Unión (Santa Fe)   |
| Chaco For Ever        | 3 - 0 | Chacarita Juniors  |
| Quilmes               | 1 - 1 | Douglas Haig       |
| Almirante Brown       | 1 - 0 | Cipolletti         |
| Talleres (RdE)        | 1 - 0 | Los Andes          |
| Estación Quequén      | 3 - 1 | Temperley          |

| Fecha 37           | Fecha 37  | Fecha 37              | Fecha 37 |
| Local              | Resultado | Visitante             |          |
| ------------------ | --------- | --------------------- | -------- |
| Deportivo Italiano | 3 - 0     | Los Andes             |          |
| Douglas Haig       | 1 - 4     | Almirante Brown       |          |
| Chacarita Juniors  | 0 - 0     | Quilmes               |          |
| Belgrano           | 2 - 0     | Central Córdoba (SdE) |          |
| Defensa y Justicia | 3 - 1     | Tigre                 |          |
| Temperley          | 1 - 2     | Huracán               |          |
| Lanús              | 2 - 2     | Estación Quequén      |          |
| Banfield           | 0 - 0     | Deportivo Maipú       |          |
| Cipolletti         | 0 - 1     | Talleres (RdE)        |          |
| Atlético Tucumán   | 0 - 1     | Colón                 |          |
| Unión (Santa Fe)   | 1 - 1     | Chaco For Ever        |          |

| Deportivo Maipú       | 3 - 2 | Deportivo Italiano |
| Estación Quequén      | 2 - 2 | Banfield           |
| Huracán               | 0 - 0 | Lanús              |
| Tigre                 | 4 - 0 | Temperley          |
| Colón                 | 0 - 0 | Defensa y Justicia |
| Central Córdoba (SdE) | 2 - 0 | Atlético Tucumán   |
| Chaco For Ever        | 2 - 2 | Belgrano           |
| Quilmes               | 0 - 2 | Unión (Santa Fe)   |
| Almirante Brown       | 0 - 1 | Chacarita Juniors  |
| Talleres (RdE)        | 2 - 0 | Douglas Haig       |
| Los Andes             | 1 - 0 | Cipolletti         |

| Fecha 39           | Fecha 39  | Fecha 39              | Fecha 39 |
| Local              | Resultado | Visitante             |          |
| ------------------ | --------- | --------------------- | -------- |
| Deportivo Italiano | 2 - 1     | Cipolletti            |          |
| Douglas Haig       | 0 - 0     | Los Andes             |          |
| Chacarita Juniors  | 3 - 1     | Talleres (RdE)        |          |
| Unión (Santa Fe)   | 1 - 0     | Almirante Brown       |          |
| Belgrano           | 2 - 1     | Quilmes               |          |
| Atlético Tucumán   | 1 - 1     | Chaco For Ever        |          |
| Defensa y Justicia | 1 - 0     | Central Córdoba (SdE) |          |
| Temperley          | 0 - 0     | Colón                 |          |
| Lanús              | 2 - 2     | Tigre                 |          |
| Banfield           | 1 - 2     | Huracán               |          |
| Deportivo Maipú    | 0 - 0     | Estación Quequén      |          |

| Estación Quequén      | 0 - 1 | Deportivo Italiano |
| Huracán               | 3 - 0 | Deportivo Maipú    |
| Tigre                 | 2 - 2 | Banfield           |
| Colón                 | 1 - 1 | Lanús              |
| Central Córdoba (SdE) | 2 - 0 | Temperley          |
| Chaco For Ever        | 1 - 1 | Defensa y Justicia |
| Quilmes               | 0 - 1 | Atlético Tucumán   |
| Almirante Brown       | 4 - 0 | Belgrano           |
| Talleres (RdE)        | 1 - 3 | Unión (Santa Fe)   |
| Los Andes             | 0 - 0 | Chacarita Juniors  |
| Cipolletti            | 0 - 1 | Douglas Haig       |

| Fecha 41           | Fecha 41  | Fecha 41              | Fecha 41 |
| Local              | Resultado | Visitante             |          |
| ------------------ | --------- | --------------------- | -------- |
| Deportivo Italiano | 1 - 0     | Douglas Haig          |          |
| Chacarita Juniors  | 0 - 0     | Cipolletti            |          |
| Unión (Santa Fe)   | 3 - 0     | Los Andes             |          |
| Belgrano           | 5 - 0     | Talleres (RdE)        |          |
| Atlético Tucumán   | 1 - 2     | Almirante Brown       |          |
| Defensa y Justicia | 2 - 0     | Quilmes               |          |
| Temperley          | 0 - 3     | Chaco For Ever        |          |
| Lanús              | 1 - 1     | Central Córdoba (SdE) |          |
| Banfield           | 2 - 2     | Colón                 |          |
| Deportivo Maipú    | 0 - 0     | Tigre                 |          |
| Estación Quequén   | 1 - 4     | Huracán               |          |

| Huracán               | 4 - 0 | Deportivo Italiano |
| Tigre                 | 1 - 1 | Estación Quequén   |
| Colón                 | 2 - 0 | Deportivo Maipú    |
| Central Córdoba (SdE) | 1 - 3 | Banfield           |
| Chaco For Ever        | 1 - 0 | Lanús              |
| Quilmes               | 1 - 1 | Temperley          |
| Almirante Brown       | 4 - 0 | Defensa y Justicia |
| Talleres (RdE)        | 2 - 0 | Atlético Tucumán   |
| Los Andes             | 0 - 1 | Belgrano           |
| Cipolletti            | 0 - 3 | Unión (Santa Fe)   |
| Douglas Haig          | 2 - 0 | Chacarita Juniors  |

## Planteles
- Planteles

## Goleadores
| # | Nac.                                     | Jugador               | Equipo             | Goles |
| - | ---------------------------------------- | --------------------- | ------------------ | ----- |
| 1 | Bandera de Argentina · Bandera de España | Daniel Toribio Aquino | Banfield           | 24    |
| 1 | Bandera de Argentina                     | Sergio Recchiutti     | Almirante Brown    | 24    |
| 3 | Bandera de Argentina                     | Juan Carlos Almada    | Defensa y Justicia | 17    |
| 4 | Bandera de Argentina                     | Hugo Noremberg        | Chaco For Ever     | 16    |
| 4 | Bandera de Argentina                     | Sergio Verdirame      | Colón              | 16    |

## Torneo reducido
Los nueve equipos que ocuparon del segundo al décimo puesto disputaron un Torneo reducido de eliminación directa, por un segundo cupo en la Primera División. A ellos se agregaron los tres equipos recién ascendidos a la B Nacional: Villa Dálmine (campeón de la Primera B 1988-89), y Atlético de Rafaela y Olimpo (ascendidos del Torneo del Interior 1988-89, a través de los Torneos zonales). Para todos los cruces, se establecieron ventajas deportivas a favor de los que disputaron el Campeonato Nacional B, dependiendo de las posiciones en que finalizaron y también con relación a los tres equipos recién ascendidos. 
El ganador  fue Unión, que obtuvo el segundo ascenso a la Primera División. Como particularidad de esta definición, la misma se desarrolló en el contexto del clásico santafesino, ya que enfrentó a Unión y Colón.

### Cuadro de desarrollo
|  | Octavos de final       | Octavos de final | Octavos de final   | Octavos de final |   |                 | Cuartos de final | Cuartos de final | Cuartos de final | Cuartos de final |   |       | Semifinales | Semifinales | Semifinales | Semifinales |  |       | Final | Final | Final | Final |  |
|  |                        |                  |                    |                  |   |                 |                  |                  |                  |                  |   |       |             |             |             |             |  |       |       |       |       |       |  |
|  |                        |                  |                    |                  |   |                 |                  |                  |                  |                  |   |       |             |             |             |             |  |       |       |       |       |       |  |
|  |                        |                  |                    |                  |   |                 |                  |                  |                  |                  |   |       |             |             |             |             |  |       |       |       |       |       |  |
|  |                        |                  |                    |                  |   |                 |                  |                  |                  |                  |   |       |             |             |             |             |  |       |       |       |       |       |  |
|  |                        |                  |                    |                  |   |                 |                  |                  |                  |                  |   |       |             |             |             |             |  |       |       |       |       |       |  |
|  |                        | Unión            | 2                  | 2                | 4 |                 |                  |                  |                  |                  |   |       |             |             |             |             |  |       |       |       |       |       |  |
|  |                        |                  |                    |                  | 4 |                 |                  |                  |                  |                  |   |       |             |             |             |             |  |       |       |       |       |       |  |
|  |                        |                  | Deportivo Italiano | 1                | 2 | 3               |                  |                  |                  |                  |   |       |             |             |             |             |  |       |       |       |       |       |  |
|  | Belgrano               | 0                | Deportivo Italiano | 1                | 2 | 3               | 0                | 0                |                  |                  |   |       |             |             |             |             |  |       |       |       |       |       |  |
|  | Belgrano               | 0                |                    |                  |   |                 |                  |                  |                  |                  |   |       |             |             |             |             |  |       |       |       |       |       |  |
|  | Deportivo Italiano     | 0                | 1                  | 1                |   |                 |                  |                  |                  |                  |   |       |             |             |             |             |  |       |       |       |       |       |  |
|  | Deportivo Italiano     | 0                | 1                  | 1                |   |                 |                  |                  |                  |                  |   | Unión | 2           | 3           | 5           |             |  |       |       |       |       |       |  |
|  |                        |                  |                    |                  |   |                 |                  |                  |                  |                  |   | Unión | 2           | 3           | 5           |             |  |       |       |       |       |       |  |
|  |                        |                  | Almirante Brown    | 0                | 0 | 0               |                  |                  |                  |                  |   |       |             |             |             |             |  |       |       |       |       |       |  |
|  | Almirante Brown (v.d.) | 0                | Almirante Brown    | 0                | 0 | 0               | 3                | 3                |                  |                  |   |       |             |             |             |             |  |       |       |       |       |       |  |
|  | Almirante Brown (v.d.) | 0                |                    |                  |   |                 |                  |                  |                  |                  |   |       |             |             |             |             |  |       |       |       |       |       |  |
|  | Olimpo                 | 2                | 1                  | 3                |   |                 |                  |                  |                  |                  |   |       |             |             |             |             |  |       |       |       |       |       |  |
|  | Olimpo                 | 2                | 1                  | 3                |   | Almirante Brown | 2                | 2                | 4                |                  |   |       |             |             |             |             |  |       |       |       |       |       |  |
|  |                        |                  |                    |                  |   | Almirante Brown | 2                | 2                | 4                |                  |   |       |             |             |             |             |  |       |       |       |       |       |  |
|  |                        |                  | Defensa y Justicia | 0                | 2 | 2               |                  |                  |                  |                  |   |       |             |             |             |             |  |       |       |       |       |       |  |
|  | Defensa y Justicia     | 0                | Defensa y Justicia | 0                | 2 | 2               | 2                | 2                |                  |                  |   |       |             |             |             |             |  |       |       |       |       |       |  |
|  | Defensa y Justicia     | 0                |                    |                  |   |                 |                  |                  |                  |                  |   |       |             |             |             |             |  |       |       |       |       |       |  |
|  | Talleres (RdE)         | 0                | 1                  | 1                |   |                 |                  |                  |                  |                  |   |       |             |             |             |             |  |       |       |       |       |       |  |
|  | Talleres (RdE)         | 0                | 1                  | 1                |   |                 |                  |                  |                  |                  |   |       |             |             |             |             |  | Unión | 2     | 1     | 3     |       |  |
|  |                        |                  |                    |                  |   |                 |                  |                  |                  |                  |   |       |             |             |             |             |  | Unión | 2     | 1     | 3     |       |  |
|  |                        |                  | Colón              | 0                | 0 | 0               |                  |                  |                  |                  |   |       |             |             |             |             |  |       |       |       |       |       |  |
|  |                        |                  | Colón              | 0                | 0 | 0               |                  |                  |                  |                  |   |       |             |             |             |             |  |       |       |       |       |       |  |
|  |                        |                  |                    |                  |   |                 |                  |                  |                  |                  |   |       |             |             |             |             |  |       |       |       |       |       |  |
|  |                        |                  |                    |                  |   |                 |                  |                  |                  |                  |   |       |             |             |             |             |  |       |       |       |       |       |  |
|  |                        |                  |                    |                  |   |                 |                  |                  |                  |                  |   |       |             |             |             |             |  |       |       |       |       |       |  |
|  |                        |                  |                    |                  |   |                 |                  |                  |                  |                  |   |       |             |             |             |             |  |       |       |       |       |       |  |
|  |                        |                  |                    |                  |   |                 |                  |                  |                  |                  |   |       |             |             |             |             |  |       |       |       |       |       |  |
|  |                        |                  |                    |                  |   |                 |                  |                  |                  |                  |   |       |             |             |             |             |  |       |       |       |       |       |  |
|  |                        |                  |                    |                  |   |                 |                  |                  |                  |                  |   |       |             |             |             |             |  |       |       |       |       |       |  |
|  |                        |                  |                    |                  |   |                 |                  |                  |                  |                  |   |       |             |             |             |             |  |       |       |       |       |       |  |
|  |                        |                  |                    |                  |   |                 |                  | Colón            | 2                | 1                | 3 |       |             |             |             |             |  |       |       |       |       |       |  |
|  |                        |                  |                    |                  |   |                 |                  |                  |                  |                  | 3 |       |             |             |             |             |  |       |       |       |       |       |  |
|  |                        |                  | Lanús              | 0                | 1 | 1               |                  |                  |                  |                  |   |       |             |             |             |             |  |       |       |       |       |       |  |
|  | Huracán                | 5                | Lanús              | 0                | 1 | 1               | 2                | 7                |                  |                  |   |       |             |             |             |             |  |       |       |       |       |       |  |
|  | Huracán                | 5                |                    |                  |   |                 |                  |                  |                  |                  |   |       |             |             |             |             |  |       |       |       |       |       |  |
|  | Atlético de Rafaela    | 3                | 1                  | 4                |   |                 |                  |                  |                  |                  |   |       |             |             |             |             |  |       |       |       |       |       |  |
|  | Atlético de Rafaela    | 3                | 1                  | 4                |   | Huracán         | 0                | 1                | 1                |                  |   |       |             |             |             |             |  |       |       |       |       |       |  |
|  |                        |                  |                    |                  |   | Huracán         | 0                | 1                | 1                |                  |   |       |             |             |             |             |  |       |       |       |       |       |  |
|  |                        |                  | Colón              | 1                | 2 | 3               |                  |                  |                  |                  |   |       |             |             |             |             |  |       |       |       |       |       |  |
|  | Colón                  | 0                | Colón              | 1                | 2 | 3               | 4                | 4                |                  |                  |   |       |             |             |             |             |  |       |       |       |       |       |  |
|  | Colón                  | 0                |                    |                  |   |                 |                  |                  |                  |                  |   |       |             |             |             |             |  |       |       |       |       |       |  |
|  | Villa Dálmine          | 0                | 1                  | 1                |   |                 |                  |                  |                  |                  |   |       |             |             |             |             |  |       |       |       |       |       |  |
|  | Villa Dálmine          | 0                | 1                  | 1                |   |                 |                  |                  |                  |                  |   |       |             |             |             |             |  |       |       |       |       |       |  |
|  |                        |                  |                    |                  |   |                 |                  |                  |                  |                  |   |       |             |             |             |             |  |       |       |       |       |       |  |

## Promoción
Deportivo Maipú, que finalizó en 12.º lugar en la tabla de promedios, debió disputar una promoción contra Gutiérrez Sport Club de Mendoza, quien era el campeón vigente de la Liga Mendocina de Fútbol para definir su participación en la próxima temporada, disputando un solo partido. Deportivo Maipú se mantuvo en el Nacional B luego de ganar el encuentro por 1-0.
| Promoción B Nacional - Torneo del Interior               |           |                      |                     |
| Local                                                    | Resultado | Visitante            | Fecha               |
| -------------------------------------------------------- | --------- | -------------------- | ------------------- |
| Deportivo Maipú                                          | 1 - 0     | Gutiérrez Sport Club | 10 de junio de 1989 |
| Deportivo Maipú mantuvo la categoría tras ganar por 1-0. |           |                      |                     |